# Казанки (Нижнегорский район)
Казанки́ (укр. Казанки, крымскотат. Qazanki, Къазанки) — исчезнувшее село в Нижнегорском районе Республики Крым, располагавшееся в центральной части района, в степном Крыму, в старом русле Салгира, примерно в 1,5 км западнее современного села Лужки.

## История
Первое документальное упоминание села встречается в Камеральном Описании Крыма… 1784 года, судя по которому, в последний период Крымского ханства Казынынки входил в Таманский кадылык Карасъбазарскаго каймаканства. Видимо, деревня была покинута жителями в первую волну эмиграции крымских татар, после присоединения Крыма к России 8 февраля 1784 года. Территориально поселение относилось сначала к Перекопскому уезду Таврической области. После реформ Павла I, с 1796 по 1802 год, входила в Перекопский уезд Новороссийской губернии. По новому административному делению, после создания 8 (20) октября 1802 года Таврической губернии, опустевшие Казанки вошли в Таганашминскую волость Перекопского уезда.
Военные топографы всё же отмечали опустевшее селение, и на карте генерал-майора С. А. Мухина 1817 года деревня Хазанки обозначена пустующей. Затем население, видимо, начало вновь заселять деревню и, согласно «Ведомости о казённых волостях Таврической губернии 1829 года», в Башкирицкой волости (переименованной из Таганашминской) она уже числилась под искажённым названием Козлики'. На карте 1836 года в деревне 10 дворов, а на карте 1842 года Казники (Казанки) обозначен условным знаком «малая деревня» (это означает, что в ней насчитывалось менее 5 дворов).
В 1860-х годах, после земской реформы Александра II, деревню включили в состав Владиславской волости. Согласно «Списку населённых мест Таврической губернии по сведениям 1864 года», составленному по результатам VIII ревизии 1864 года, Казанки — владельческая татарская деревня с 2 дворами, 5 жителями и мечетью при колодцах. По обследованиям профессора А. Н. Козловского начала 1860-х годов, в селении вода в колодцах глубиной от 1,5—3 до 5 саженей (от 2 до 10 м) была частью солоноватая, а частью солёная. Возле селения протекает река Карасовка, но летом воды в ней не бывает. Согласно «Памятной книжке Таврической губернии за 1867 год», деревня Казанчи была покинута жителями в 1860—1864 годах в результате эмиграции крымских татар, особенно массовой после Крымской войны 1853—1856 годов, в Турцию и оставалась в развалинах. На трёхверстовой карте Шуберта 1865—1876 года деревня Казники (Казанки) обозначена с 1 двором. В «Памятной книге Таврической губернии 1889 года», включившей результаты Х ревизии 1887 года, в деревне Казанки Байгончекской волости числилось 5 дворов и 38 жителей (судя по доступным картам селение было возрождено русскими переселенцами примерно в 3 километрах восточнее).
После земской реформы 1890 года деревню отнесли к Ак-Шеихской волости. По «…Памятной книжке Таврической губернии на 1900 год», в деревне Казанки числилось 39 жителей в 10 дворах. По Статистическому справочнику Таврической губернии. Ч.II-я. Статистический очерк, выпуск пятый Перекопский уезд, 1915 год, в деревне Казанки Ак-Шеихской волости Перекопского уезда числилось 6 дворов (4 двора с землёй, 2 — безземельные) с русским населением в количестве 25 человек приписных жителей и 27 — «посторонних», из которых 28 мужчин и 24 женщины. Жители владели 530 десятинами удобной земли. В хозяйствах имелось 43 лошаи, 28 волов, 13 коров и 60 голов мелкого скота.
После установления в Крыму Советской власти, по постановлению Крымревкома от 8 января 1921 года № 206 «Об изменении административных границ» была упразднена волостная система и в составе Джанкойского уезда был создан Джанкойский район. В 1922 году уезды преобразовали в округа. 11 октября 1923 года, согласно постановлению ВЦИК, в административное деление Крымской АССР были внесены изменения, в результате которых округа были ликвидированы, основной административной единицей стал Джанкойский район и село включили в его состав. Согласно Списку населённых пунктов Крымской АССР по Всесоюзной переписи 17 декабря 1926 года, в селе Казанки, Акимовского сельсовета Джанкойского района, числилось 10 дворов, все крестьянские, население составляло 51 человек, из них 49 русских и 2 украинцев. Постановлением ВЦИК «О реорганизации сети районов Крымской АССР» от 30 октября 1930 года был создан Сейтлерский район (по другим сведениям 15 сентября 1931 года), переименованный указом ВС РСФСР № 621/6 от 14 декабря 1944 года в Нижнегорский и село передали в его состав. В последний раз Казанки встречаются на двухкилометровке РККА 1942 года

### Динамика численности населения
- 1864 год — 5 чел.[15]
- 1889 год — 38 чел.[19]
- 1900 год — 39 чел.[23]
- 1915 год — 25/27 чел.[24][31]
- 1926 год — 51 чел.[28]